# Yeom Ki-hun
Yeom Ki-hun (kor. 염기훈; * 30. März 1983 in Haenam, Jeollanam-do) ist ein südkoreanischer Fußballspieler.

## Karriere
Yeom begann 2006 seine Profikarriere bei Jeonbuk Hyundai Motors und trug dort maßgeblich zum Gewinn der AFC Champions League bei. Im Oktober desselben Jahres bestritt er bei einem Freundschaftsspiel gegen Ghana erstmals für ein Länderspiel für Südkorea. Nachdem er mit der Nationalmannschaft bei der Asienmeisterschaft 2007 den dritten Platz belegt hatte, wurde er an Ulsan Hyundai Horangi abgegeben, wo er sich aufgrund mehrerer kleinerer Verletzungen keinen Stammplatz erobern konnte.
In der Qualifikation zur Fußball-Weltmeisterschaft 2010 kam Yeom in der dritten und vierten Runde des Qualifikationsturniers in insgesamt vier Spielen zum Einsatz. Im Vorfeld der Ostasien-Meisterschaft 2010 in Japan zog er sich eine Verletzung am Mittelfuß zu, konnte aber kurze Zeit später bereits wieder für seinen neuen Klub Suwon Bluewings auflaufen.
Im Sommer 2010 nahm er an der Weltmeisterschaft in Südafrika teil.

### Titel und Erfolge
- AFC Champions League 2006